# Burgstall Konzenberg
Der Burgstall Konzenberg bezeichnet eine abgegangene Höhenburg auf einer Anhöhe über der Ritter-Kunz-Straße unmittelbar westlich der Kirche in Konzenberg, einem heutigen Gemeindeteil von Haldenwang im Landkreis Günzburg in Bayern.
Von der ehemaligen Burganlage sind keine Reste erhalten.